# آنا شامو
آنا شامو (مجاری: Samu Anna؛ زادهٔ ۵ نوامبر ۱۹۹۶) بازیکن فوتبال اهل مجارستان است.
وی همچنین در تیم ملی فوتبال زنان مجارستان بازی کرده‌است.